# Lemba (Cypr)
Lemba (gr. Λέμπα) – wieś w Republice Cypryjskiej, w dystrykcie Pafos. W 2011 roku liczyła 506 mieszkańców.